# Liste der denkmalgeschützten Objekte in Rychnov u Jablonce nad Nisou
Grundlage dieser Liste der denkmalgeschützten Objekte in Rychnov u Jablonce nad Nisou ist die ÚSKP-Liste (Ústřední seznam kulturních památek České republiky, deutsch Zentrale Liste der Kulturdenkmäler der Tschechischen Republik), die von der tschechischen Denkmalschutzbehörde NPÚ (Národní památkový ústav, deutsch Nationale Denkmalbehörde) seit 1987 geführt wird und an die seit dem Jahr 1850 geschaffenen Listen anschließt.

## Denkmalgeschützte Objekte in Rychnov u Jablonce nad Nisou nach Ortsteilen

### Rychnov u Jablonce nad Nisou(Reichenau)
| Lage                                                                      | Objekt                                                        | Beschreibung                                                  | ÚSKP-Nr.                  | Bild                                           |
| ------------------------------------------------------------------------- | ------------------------------------------------------------- | ------------------------------------------------------------- | ------------------------- | ---------------------------------------------- |
| Rychnov u Jablonce nad Nisou, Mlýnská 38 (Standort)                       | Bauernhaus Nr. 38                                             | Bauerngehöft, ohne Brücke                                     | 25420/5-94 Info Katalog   | weitere Bilder                                 |
| Rychnov u Jablonce nad Nisou, im Park am Bahnhof (Standort)               | Denkmal für die Opfer des Konzentrationslagers                | Denkmal für die Opfer des Konzentrationslagers                | 24621/5-4972 Info Katalog | Denkmal für die Opfer des Konzentrationslagers |
| Rychnov u Jablonce nad Nisou (Standort)                                   | Kirche des hl. Wenzel                                         | Barockkirche des hl. Wenzel, erbaut 1704–1712                 | 46613/5-98 Info Katalog   | weitere Bilder                                 |
| Rychnov u Jablonce nad Nisou, bei der Schule (Standort)                   | Statue des hl. Johannes von Nepomuk                           | Statue des hl. Johannes von Nepomuk                           | 40963/5-95 Info Katalog   | weitere Bilder                                 |
| Rychnov u Jablonce nad Nisou, am neuen Friedhof, Hřbitovní ul. (Standort) | Denkmal für die Opfer des Konzentrationslagers mit einem Grab | Denkmal für die Opfer des Konzentrationslagers mit einem Grab | 36746/5-96 Info Katalog   | weitere Bilder                                 |
| Rychnov u Jablonce nad Nisou (Standort)                                   | Eisenbahnbrücke                                               | Steinbogen-Eisenbahnbrücke, erbaut 1856–1859                  | 37306/5-97 Info Katalog   | weitere Bilder                                 |
| Rychnov u Jablonce nad Nisou, Tovární ul. (Standort)                      | Gefangenenlager - Ort der Erinnerung mit einem Denkmal        | ehem. Gefangenenlager – Ort der Erinnerung mit einem Denkmal  | 47282/5-4956 Info Katalog | weitere Bilder                                 |

### Pelíkovice (Pelkowitz)
| Lage                                                                                                 | Objekt    | Beschreibung | ÚSKP-Nr.                  | Bild           |
| --- | --------- | ------------ | ------------------------- | -------------- |
| Pelíkovice, an der Kreuzung, nördlich vom Ort (Standort)                                             | Bildstock | Bildstock    | 22626/5-102 Info Katalog  | weitere Bilder |
| Pelíkovice, am Haus Nr. 38 (Standort)                                                                | Wegkreuz  | Wegkreuz     | 21037/5-101 Info Katalog  | Wegkreuz       |
| Pelíkovice, nordöstlich des Dorfes, südlich der Straße nach Rychnov u Jablonce, OT Zálesí (Standort) | Wegkreuz  | Wegkreuz     | 21320/5-4803 Info Katalog | weitere Bilder |